# Саяма
Саяма е град в префектура Сайтама, Япония. Населението му е 150 355 жители (по приблизителна оценка от октомври 2018 г.), (2010 г.), а площта e 49,04 кв. км. Намира се в часова зона UTC+9. Основан е през 1954 г.

## Побратимени градове
- Вашингтон (Охайо, САЩ)
- Ханджоу (Китай)